# Stadion Braća Velašević
Stadion Braća Velašević – stadion piłkarski w Danilovgradzie, w Czarnogórze. Obiekt może pomieścić 2000 widzów. Swoje spotkania rozgrywają na nim piłkarze klubu FK Iskra Danilovgrad.
W 2019 roku, podczas modernizacji stadionu, zainaugurowano na obiekcie sztuczne oświetlenie, co uczyniło go szóstym stadionem w Czarnogórze wyposażonym w jupitery.